# Albert Bol
Albert Bolhuis (Groningen, 29 april 1879 - Rotterdam, 4 december 1920), beter bekend als Albert Bol, was een populair humorist, conferencier en coupletzanger uit het begin van de 20ste eeuw.

## Biografie
Albert Bolhuis werd door Henri ter Hall ontdekt en speelde in de eerste revues van Ter Hall. Daar trad hij op onder de naam Albert Bol, zanger van actuele liedjes en voordrager van komisch bedoelde monologen. Daarnaast had hij een eigen gezelschap dat de naam Albert Bol's Ensemble droeg.
In 1908 maakte Bol zijn debuut als Hollandse coupletzanger en humorist in SCALA in Den Haag.
In 1913 en 1914 speelde hij de rol van Josias Jefferson in de operette Het farmersmeisje (Das Farmermädchen) van de Hongaarse componist Georg Jarno op een libretto van Georg Okonkowsky. Ook werkte hij deze jaren mee aan programma's van het Klein toneel van Jacobus Hendrikus Speenhoff.
Samen met de joodse humorist Louis Contran (Louis Vleeschdrager) treedt Bol in 1916 en 1917 op in de revue Hadt je me maar. Niet alleen Contran schreef teksten voor Bol, maar ook Louis Davids en Tony Schmitz. Daarnaast maakte hij enige tijd deel uit van Vleugel's cabaretspecialiteitengezelschap. Een van zijn bekendste creaties was de figuur Hannes, een Gronings pratend boertje dat op allerlei actuele gebeurtenissen zo zijn commentaar had, van wie vele komische voordrachten op de plaat werden vastgelegd. Bol speelde voornamelijk in het Circus-Variété.